# Varga Ottó (történész)
Varga Ottó (Kiscsömöte, 1853. június 24. – Kolozsvár, 1917. április 17.) történetíró, állami főgimnáziumi tanár. Fő műve a népszerűen megírt Magyarország története.

## Élete
A középiskolákat Kőszegen és Sopronban, az egyetemi tanulmányokat Budapesten végezte. 1879-ben tanári oklevelet kapott történelemből és földrajzból. Részt vett a boszniai okkupációban, nevezetesen a Bihács vidékén vívott ütközetekben. Miután Budapesten a gyakorló iskolában három évig tanított, az aradi gimnáziumban működött, míg végül 1884-ben rendes tanár lett. 1891-ben Budapestre helyezték át a II. kerületi főgimnáziumba, ahol tanításának antidinasztikus és antikatolikus modora ellen panaszt tettek, s 1899 októberében a közoktatási miniszter fegyelmi vizsgálatot rendelt el, mely a panaszt alaptalannak nyilvánította; azonban a budapesti I. kerületi állami főgimnáziumhoz helyezték át.
A fővárosi és vidéki lapokban és folyóiratokban (Tanáregyleti Közlöny, Magyar Paedagogia) sat. számos értekezést, ismertetést és bírálatot írt. Céljának tűzte ki a gimnáziumi történeti és földrajzi tanítás anyagának azonos elvek szerint való, egymással összefüggő teljes feldolgozását. Cikkei a Budapesti Szemlében (1879. Cameron afrikai utazása); az aradi főgimnázium Értesítőiben (1882. Az ország területeért és alkotmányért vívott harczok 1526-1711.; 1889. Emlékbeszéd Trefort Ágoston fölött); a Fővárosi Lapobkan (1882. Szent István kultusz); az Arad és Vidékében (1882. Ranke világtörténete); a Hazánkban (1895. 5. sz. Zichy Mihály).

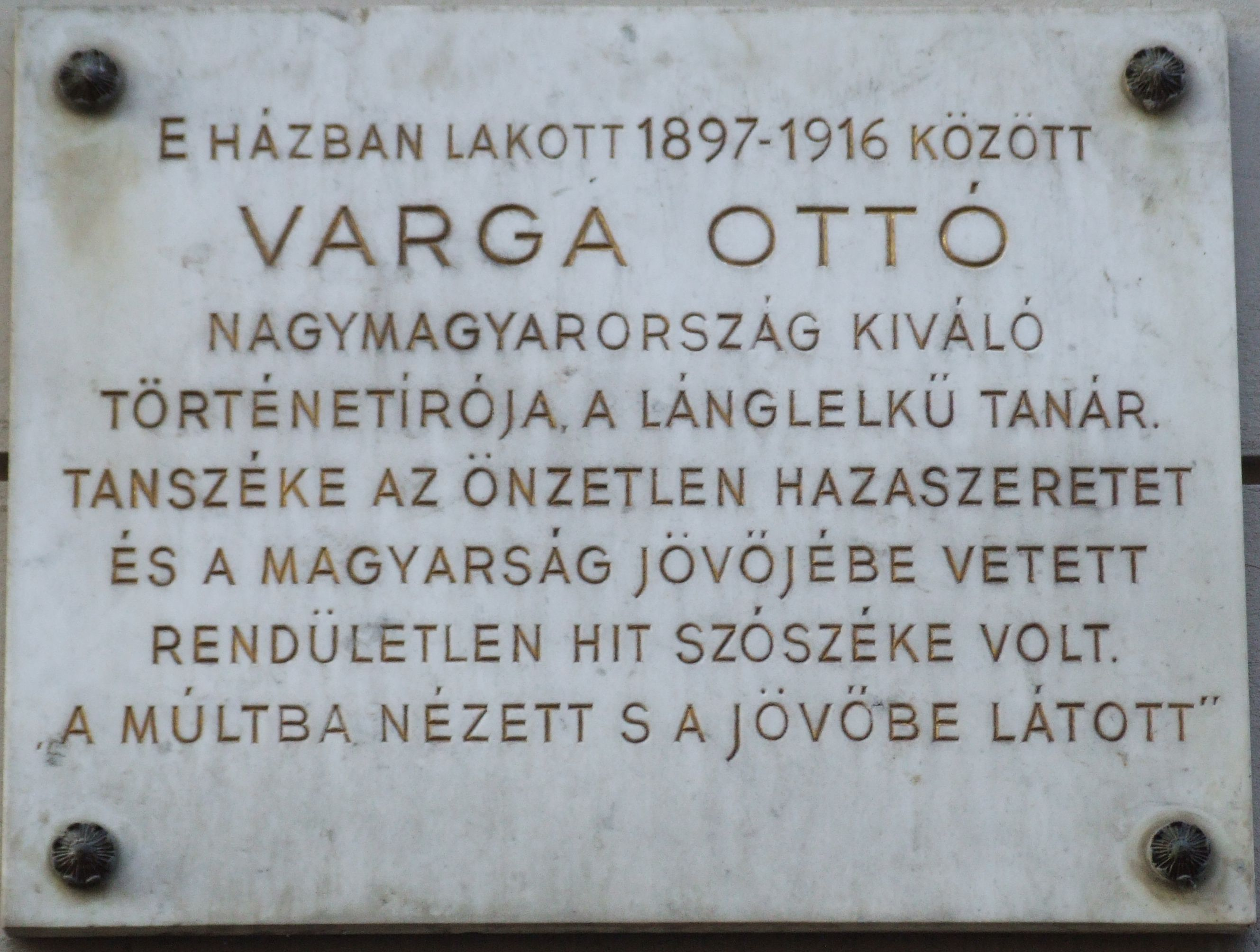
Emléktáblája a Logodi utca 25. szám alatt

## Munkái
- Földrajz városi népiskolák számára. 52 szövegábrával. Budapest, 1882
- Báró Nordenskiöld Adolf Erik, Ázsia és Európa körülhajózása a Végán. Átdolgozta. Képekkel és térképpel; a szerzőnek aczélm. arczképpel. Budapest, 1883. (Utazások Könyvtára I.)
- Vezérfonal a világtörténelemben. Budapest, 1883
- Politikai földrajz a gymnasium VII. oszt. számára. Budapest, 1883. (2. jav. k. 1890. 3. jav. k. 1894. 4. jav. k. 1897. 17. szövegábrával. 5. kiadás, 6. illusztr. kiadás. Budapest). Olaszra ford. Zambra Péter és Fest Aladár Budapest, 1882. magyar és olasz szöveggel
- A magyarok oknyomozó történelme. Budapest, 1885 (2. kiadás. Uo. 1888)
- A magyarok története a középiskolák alsó oszt. számára. Budapest, 1885 (2. kiadás. 1890. 3. k. 1896. 5. k. 1904. 6. k. 1907. Uo.)
- Világtörténet a középiskolák számára. Képekkel és térképekkel. Budapest, 1888., 1892-93. Három kötet. (I. 2. jav. és bőv. kiadás 1894., 3. k. 1899. 4. k. 1902., 5. k. 1907. II. 2. k. 1902. 4. k. 1909. III. 2. k. 1902., 3. k. 1904. 4. k. 1909. Budapest)
- Földrajz a gymnasiumok használatára. Budapest, 1890, két kötet, több magyarázó ábrával és térképekkel
- A tankönyvekről. Budapest, 1892 (különnyomat az «Élet»-ből)
- A magyarok története és Magyarország a jelenben. Középiskolák számára. 3. kiadás. Budapest, 1892. egy kötetben (4. kiadás 1894. Térképekkel és vagy félszáz illusztráczióval), 5. k. 1897., 6. illusztr. kiadás a középiskolák III. és IV. oszt. számára. 1900-1901. Budapest, két kötetben. II. rész. 7. kiadás. 1909. Budapest)
- Magyarország története, fiataloknak és öregeknek elbeszéli. A Kisfaludy-Társaság által Lukács Krisztina-díjjal jutalmazott pályamű. Budapest, 1895. 226 képpel. (Ismertette a Katholikus szemle 1896). Online
- Földrajz a középiskolák használatára. Budapest, 1899–1900, két kötet 76 képpel és térképpel
- Világtörténet polg. fiúiskolák számára. Írta Ribáry Ferencz, átdolgozta Varga Ottó. 6. jav. kiadás. Budapest, 1897
- A fiam földrajzot tanul. Írta egy apa. Irgalmas szívű emberek figyelmébe ajánlja. Budapest, 1902 (Magyar Középiskolák I.)
- Búcsú jelenünk rajzától. Budapest, 1902. (Magyar Középiskolák II.)

Szerkesztette az Aradi vértanuk Albumát. Számos képpel és melléklettel Aradon (2. kiadása Bpesten jelent meg 1890. a 4. kiadásig 10 000 példányban; 5. k. díszmű Bpest, 1902).